# Notarcha quaternalis
Notarcha quaternalis is een vlinder uit de familie van de grasmotten (Crambidae). De wetenschappelijke naam van deze soort is voor het eerst voorgesteld als Botys quaternalis door Philipp Christoph Zeller in een publicatie uit 1852.

## Verspreiding
De soort komt voor in:
- het Afrotropisch gebied waaronder Kaapverdië, Mali, Gambia, Sierra Leone, Liberia, Ghana, Nigeria[2], Ethiopië, Congo-Kinshasa, Tanzania, Angola[2], Mozambique, Botswana, Zimbabwe, Zuid-Afrika, Comoren, Madagaskar, Seychellen (Aldabra), Réunion, Mauritius,
- het Palearctisch gebied waaronder Iran, Bhutan[2], Japan[3],
- het Oriëntaals gebied waaronder India, Taiwan[4],
- het Australaziatisch gebied waaronder Australië.

## Vliegtijd
Op de Comoren en op Madagaskar is de vliegtijd van september tot en met december en in maart.

## Waardplanten
De rups leeft op: 
- Malvaceae
  - Sida rhombifolia
  - Helicteres isora
  - Grewia sp.
- Theaceae
  - Schima noronhae
- Rubiaceae
  - Porterandia scortechinii.

Op Madagaskar is een verpopping op Sida rhombifolia waargenomen die duurde van 29 maart t/m 4 april.

## Parasieten
Op Madagaskar is vastgesteld dat deze vlinder wordt geparasiteerd door soorten van de geslachten Nemeritis (Ichneumonidae) en Rogas (Braconidae).